# デイビッド・シュワルツ
デイビッド・J・シュワルツ（David J. Schwartz、1969年11月16日 - ）は、アメリカ合衆国のソフトウェアエンジニア、暗号技術者。分散コンピューティングおよび暗号通貨の分野で知られ、米国リップル社（Ripple Labs, Inc.）の最高技術責任者（CTO）およびチーフ・クリプトグラファーを務めている。XRP Ledger（XRPL）の共同開発者としても著名であり、暗号資産XRPのインフラ設計において中心的な役割を担っている。暗号通貨コミュニティでは「JoelKatz」のユーザー名でも知られ、ビットコインの初期のコントリビューターの一人でもある。

## 経歴

### 生い立ち
デイビッド・シュワルツは1969年、アメリカ合衆国ニューヨーク州ナッソー郡で生まれた。1970年代、早熟の幼稚園児だったシュワルツは、父親のテキサス・インスツルメンツ社とヒューレット・パッカード社の電卓でプログラミングを開始した。ジョージ・W・ヒューレット・ハイスクールに通った後、1986年から1990年までテキサス州のヒューストン大学で電気工学を学び、学士号を取得して卒業した。

### David Schwartz Enterprisesの設立（1988年）
1988年、シュワルツはヒューストン大学在学中に「David Schwartz Enterprises, Inc.」を設立した。同年8月25日には分散コンピューティングに関する特許「US5025369A（Computer System）」を出願し、1991年6月18日に登録された。この特許は、複数のパーソナルコンピューターを用いた階層型の分散処理システムに関するもので、特にタスクの効率的な分割と処理を目的とした。タスクを複数の部分に分割し、システム内の最下位レベルのコンピューターで処理を試み、未処理の部分は次の上位レベルへと順次割り当てることで、全体の処理効率を向上させる階層型の分散コンピューターシステムを提案した。これは、CPUパワーを大量に必要とするグラフィックレンダリングの問題に対する取り組みであったとシュワルツは述べている。

### Re/Max（1991年）
1991年から不動産会社「Re/Max」にてソフトウェア開発者として勤務した。不動産記録を分析し、過剰評価された物件の特定を通じて固定資産税の削減を支援するシステムを開発した。

### Cardiophonicsの共同設立（1992年）
1992年、デイビッド・シュワルツは、内科医である父親と共に医療機器会社「Cardiophonics」を共同設立者し、同社の技術パートナーを務めた。Cardiophonicsでは、心雑音の有無および重症度を非侵襲的に測定するポータブルデバイスの設計・開発に携わった。

### Internet Gateway Connections（1995年〜1996年）
インターネットサービスプロバイダー向けネットワーク企業「Internet Gateway Connections」において、ネットワークサービス部門のディレクターを務めた。ネットワークのトラフィック最適化、ルーティングポリシーの策定、インフラ設計などに従事し、南フロリダでの初のISDNサービスの導入を支援した。

### Worldwide Internet Solutions（1996年〜1998年）
1996年からWorldwide Internet Solutionsのシニアネットワークエンジニアとして、地域ネットワークの設計・構築・最適化および、大規模な文書のスキャン、インデックス作成、検索、取得システムの構築を監督した。

### WebMaster Incorporated（2001年〜2011年）
2001年からカリフォルニア州サンタクララのソフトウェア開発会社「WebMaster Incorporated」にソフトウェア開発ディレクターとして勤務した。2001年に最高技術責任者（CTO）に就任し、CNNやアメリカ国家安全保障局（NSA）などの組織向けに暗号化クラウドストレージおよびエンタープライズ・メッセージングシステムの開発を主導した。また、10年間にわたりNSAのコンサルタントとして、NSAのネットワークソフトウェアと既存のセキュリティおよび公開鍵基盤技術の統合を支援した。

### Ripple（2011年〜）
2011年11月、デイビッド・シュワルツはオープンソースの分散型台帳であるXRP Ledgerの共同設計者として開発に参加した。2012年9月、チーフ・クリプトグラファーとして米国のブロックチェーン企業「Ripple」の創業メンバーとして同社の事業に参画した。2018年7月に最高技術責任者（CTO）に就任し、Ripple製品における暗号基盤およびネットワーク設計の技術的監督を担っている。

### PolySign（2017年〜）
2017年、デイビッド・シュワルツは、アーサー・ブリットと共同でデジタル資産の保管インフラストラクチャを提供する企業「PolySign」を設立し、同社の取締役およびアドバイザーに就任した。デイビッド・シュワルツは、アーサー・ブリットとともにデジタル資産のセキュリティを確保するためのPolySignの技術エンジンを設計した。PolySignでは、機関向けの暗号資産のカストディ・ソリューションに加え、異なる流動性提供元（liquidity venues）や流動性プール間をつなぐ相互運用可能な決済レイヤーである「AtomicNet」の開発も行われている。PolySignは、2022年6月にシリーズCの資金調達ラウンドでCowen Digital、Brevan Howard、GSRなどから5,300万ドルを調達している。

## JoelKatzの由来
デイビッド・シュワルツは、オンラインの様々なコミュニティで「JoelKatz」の別名で広く認知されている。この名前の由来は彼の高校時代に遡る。デイビッドがジョージ・W・ヒューレット・ハイスクールに通っていた頃、友人のジョナサン・ノワックがゴシップの共有などに使われていた掲示板システムを運用していた。そして、ノワックからアカウントが欲しいか聞かれたシュワルツは「イエス」と答え、次に本名が良いかと聞かれたシュワルツは、特に理由もなく「ノー」と答えた。すると、レンとスティンピーのファンだったノワックは、 Stimpson J. Cat を擬人化して Stimpson J. Katz と命名した。レンとスティンピーに登場するデブ猫は実際にはスティンピーという名前であるが、シュワルツによれば友人のノワックはスティンピーはスティンプソンの略であると決めつけていたことからこの名前が決定した。世界で3番目に古いインターネットサービスプロバイダのPanixを利用し、初めて個人のインターネットアカウントを取得した際にもシュワルツはこの名前を使い続けた。やがてインターネットが普及し、より真面目な名前が必要になったシュワルツは、一貫性と匿名性を保ちつつリブランディングすることを思い付き、J.を Joel として Stimpson Joel Katz と名乗ることにした。数ヶ月後、Stimpson Joel Katzは、ミドルネームを強調した S. Joel Katz へとリブランディングされ、最終的になんとなく人名っぽい Joel Katz が誕生し、短縮形の JoelKatz が使われるようになった。